# Тоні Бедо
Ентоні Чарльз Осмонд „Тоні“ Бедо (англ. Anthony Charles Osmond "Tony" Bedeau; нар. 24 березня 1979, Гаммерсміт, Англія — лютий 2025) — гренадський та англійський футболіст, виступав на позиції нападника.

## Життєпис

### «Торкі Юнайтед»
Після навчання по підручниках «Челсі», в 1995 році Тоні вступив до юнацької академії «Торкі Юнайтед». Дебютував у професіональному футболі у 16-річному віці, 9 вересня 1995 року в поєдинку проти «Кардіфф Сіті» на Нініан Парк, вийшовши на поле з лави для запасних (про цей дебют є коротка згадка у головній книзі Гаррі Нельсона про життя в нижчих дивізіонах англійського чемпіонату, «Ліва нога в Печері»). Підписавши професіональний контракт 28 липня 1997 року, незабаром він зарекомендував себе як перспективний швидкий молодий футболіст з постійним місцем у стартовому складі, завдяки чому привертав увагу клубів Прем'єр-ліги, за рекомендацією Кріса Водла вирушив на перегляд до «Шеффілд Венсдей», проте «Торкі» відхилили проаозицію «Шеффілда» по викупу контракта Бато за 50 000 фунтів стерлінгів.
Сезон 2000/01 років розпочав з травми, відзначившись лише 5-а голами у футболці «Чайок». Незважаючи на це він все ще користувався попитом серед інших клубів. Побував на перегляді в «Сандерленді», а після свого повернення до «Торкі» клуб відхилив пропозицію в розмірі 200 000 фунтів стерлінгів від представника Дивізіону 1, вочевидь цим клубом був «Оксфорд Юнайтед». У грудні 2000 року «Рочдейл» запропонував «Юнайтед» за Тоні 150 000 фунтів стерлінгів за контракт нападника, проте він вирішив нікуди не переходити.
У травні 2001 року погодився продовжити угоду до 2003 року. Після невдалого старту в наступному сезоні менеджер клубу Рой Макфарланд, разом з партнером по команді Девідом Грехемом, виставив Тоні на трансфер, а в січні 2002 року вирушив в оренду до представника Дивізіону 1 «Барнслі». За клуб з Оквелла зіграв три матчі, в усіх випадках виходив на поле з лави для запасних. По завершення оренди повернувся до «Торкі», де відвоював своє місце в стартовому складі, при цьому використовувався на різних позиціях на футбольному полі. У 2004 році допоміг своїй команді напряму підвищитися в класі. У сезоні 2005/06 року став найкращим бомбардиром команди, проте 24 травня 2006 року перейшов до іншого клубу Дивізіону 2 — «Волсолл».

### Зміни клубів
Бедо намагався закріпитися в «Волсоллі», встиг відзначитися у воротах «Шревсбері», проте вже в лютому 2007 року вирушив в оренду в «Бері». По завершенні сезону 2006/07 років був виставлений на трансфер, а в червні 2017 року повернувся в «Торкі Юнайтед», підписавши з клубом 1-річний контракт. Намагався закріпитися в «Торкі», проте йому цього не вдалося, тому в березні 2008 року вирушив в оренду до «Веймута». За нову команду зіграв 9 матчів, відзначився 1 голом, у воротах «Фарслі Селтік», а по завершенні сезону отримав від «Торкі» статус вільного агента.

### «Кінгстоніан»
9 серпня 2008 року «Кінгстоніан» оголосив про підписання контракту з Бедо. Зіграв у перших чотирьох матчах нового сезону, відразу ж відзначився голом, проте після цього був відсторонений від ігор команди, оскільки мав суперечки по переходу з «Торкі». Свій наступний матч за «Кінгстоніан» зіграв 5 березня 2009 року.
«Кінгстоніан» залишився останнім клубом у кар'єрі Тоні Бедо. З моменту відходу з команди в 2009 році залишався вільним агентом. Бедо продовжує асоціюватися з «Торкі Юнайтед», де він відіграв багато років.

## Досягнення

### Клубні
«Торкі Юнайтед»
- Третій дивізіон Футбольної ліги
  -  Чемпіон (1): 2003/04

«Волсолл»
- Друга футбольна ліга
  -  Чемпіон (1): 2006/07